# Банкли, Брит
Брит Банкли (родился в 1955 году в Нью-Йорке) — новозеландско-американский художник, чья практика включает скульптуру, инсталляции, паблик-арт и видео, с 1990-х годов с акцентом на цифровые 3D-медиа. Его работы выражают живой интерес к истории, политике и окружающей среде.
Мэтью Крукс написал для Creative New Zealand, финансируемого агентством искусств Circuit, что “практика Банкли порождает много противоречий: акцент на поверхности, но ссылки на вещи и идеи вне самой работы. Пессимизм, смешанный с сухим юмором. Создатель памятников теперь разбирает их. Банкли взял ”невысказанную силу" памятников, распаковал ее и обнажил".

## Ранняя жизнь и образование
Брит Банкли родился в Нью-Йорке. В 1973-1979 годах он учился в колледже Макалестер и Колледже искусств и дизайна Миннеаполиса. В 1984 году он получил степень магистра иностранных дел в Хантерском колледже в Нью-Йорке. Он иммигрировал из Нью-Йорка в Новую Зеландию в 1995 году, чтобы занять должность преподавателя скульптуры в Школе искусств Куэй Вангануи. Он стал гражданином Новой Зеландии в 1998 году.

## Общественные скульптуры
Его ранняя карьера в США включала в себя ряд постоянных общественных художественных комиссий, в том числе Gate Mask в Нью-Йорке, о которых Майкл Бренсон написал в New York Times: “Трение нового пригородного фасада, который, кажется, поднимается, и старого фасада, который, кажется, погружается в землю, создает искры с социальной и политической окраской.” Скульптура была перевезена из Манхэттена в Художественный музей Айслипа, штат Нью-Йорк, в 1984 году. Другие работы включали скульптурную комиссию в Городском колледже Нью-Йорка, Нью-Йоркскую комиссию M.T.A. Arts for Transit, железную дорогу Лонг-Айленда, станцию Бэй-Шор, Бэй-Шор, Нью-Йорк, и главный вход в Исторический центр Миннесоты, Сент-Пол, оба завершены в 1992 году. В 2012 году он завершил комиссию "Услышь, как мой поезд идет" в Вангануи, Новая Зеландия. Недавно он завершил ряд временных публичных арт-проектов с Андреа Гарднер, в том числе "Мирное королевство Вангануи" в Вангануи, Новая Зеландия, 2020 год.

## Цифровое и видео искусство
Банкли начал создавать экспериментальный цифровой и видео-арт в 1990-х годах на своем новом месте жительства в Новой Зеландии. В интервью 2003 года он сказал: “Из-за моей относительной изоляции от источников заказной работы я с головой окунулся в 3D-цифровую сферу, которая оказалась не только технической проблемой, но и открыла творческие возможности, о существовании которых я никогда не подозревал”. Его первая персональная выставка цифрового 3D-искусства, памятников и икон, состоялась в галерее Sarjeant в Вангануи, Новая Зеландия, в 1998 году.
Банкли организовал и участвовал в выставке цифровой скульптуры в художественной галерее Адама в Веллингтоне, Intersculpt 2001. Он выставлял видео 3D-анимации в Te Papa (Музей Новой Зеландии), Веллингтон. В 2002 году он был приглашен в качестве постоянного художника ("работающего художника") в художественную галерею SIGGRAPH: 2002 в Сан-Антонио, штат Техас. Он представлял цифровое 3D-видео в рамках выставки Ciberart-Bilbao 2004 в Бильбао, Испания. Банкли вместе с Иэном Гвилтом организовал и выставил 3D digital sculpture и 3D animation, которая состоялась в галерее UTS в Сиднее, Австралия, в 2005 году.
Искусствовед Марк Эмери в подкасте Circuit 2013 года сказал, что “видеоработы Банкли представлены на большем количестве кино- и видеофестивалей по всему миру, будь то в Москве или Осло, чем у любого другого новозеландского художника, о котором может вспомнить Circuit”. Банкли демонстрировал свои видеоработы на многочисленных выставках и фестивали, включающие:

## Избранные награды
Банкли получил множество наград и грантов за свои скульптуры и видео, в том числе стипендию Римской премии Американской академии в Риме в 1985-86 годах, стипендию Национального фонда искусств (1980).